# Oncostemma cuspidatum
Oncostemma cuspidatum är en oleanderväxtart som beskrevs av Karl Moritz Schumann. Oncostemma cuspidatum ingår i släktet Oncostemma och familjen oleanderväxter. Inga underarter finns listade i Catalogue of Life.